# Ржавый гвоздь
«Ржа́вый гвоздь» (англ. Rusty Nail) — алкогольный коктейль, на основе скотча и драмбуи, который смешивается методом билд (англ. build), то есть ингредиенты перемешиваются непосредственно в бокале без применения шейкера. Классифицируется как десертный (дижестив). Входит в число официальных коктейлей Международной ассоциации барменов (IBA), категория «Незабываемые» (англ. Unforgettables).

## Состав
- Шотландский виски 45 мл
- Драмбуи 25 мл
- Лёд

Бокал олд-фешн заполняют льдом наполовину. Компоненты наливают в бокал и размешивают барной ложкой. Опционально украшают цедрой лимона.

## Вариации
Клаво Аумадо (исп. Clavo Ahumado — дымный гвоздь), использующий мескаль вместо купажированного шотландского виски.

## История
Название коктейля окончательно закрепилось в 1963 году, когда The New York Times напечатало статью о вечеринке в честь команды шоу-бизнеса «Крысиная стая» (англ. Rat Pack), где гостей угощали этим коктейлем.